# Емілія (герцогиня Гаетанська)
Емілія († січень 1036) — герцогиня Гаетанська в 984—1008 і 1012—1032 роках, дружина герцога Іоанна III та регент під час правління малолітнього онука Іоанна V.
За походженням була римлянкою, можливо, представницею могутніх сімей Крешенці або Тускулані. Її шлюб був своєрідним союзом між правлячою родиною Гаети та римською аристократією, метою якого було забезпечення спокою для Риму.
У 1008 після смерті Іоанна III Емілія впродовж короткого періоду часу була регентом свого сина Іоанна IV. Після смерті Іоанна IV у 1012 Емілія знову стала регентом свого онука Іоанна V, однак зіткнулася з опозицією з боку їх родича Лева I. Прихилники Емілії вигнали Лева I з Гаети, проте інший її син Лев II почав оспорювати право регентства. Лише в 1025 Емілія стала одноосібним регентом.
Політика Емілії відзначалась підтримкою папи Римського та лангобардів проти Візантії. У 1027 вона та Іоанн V надали притулок Сергію IV, якого неаполітанці вигнали з міста.